# 狂気の歴史
『狂気の歴史』(きょうきのれきし、フランス語: Histoire de la folie à l'âge classique)とは、西欧の歴史において狂気を扱った文化と法律、政治、哲学、思想、制度、芸術そして医学などにおける、狂気の意味の展開の考察であり―そして歴史の理念及び歴史学研究法の理念の批判である、ミシェル・フーコーの1961年の著作である。
社会から正気でない人々を排除する歴史における社会構造の影響の記述のために現象学の言語を彼は用いるけれども、『狂気の歴史』は現象学から幾らか（彼自身が断固として拒絶した彼へのラベルの）構造主義へのフーコーの哲学的進歩である。
フランス語の教師をしていたスウェーデンのウプサラで第一稿が書かれたが（ウプサラ大学図書館の医学文庫が重要な役割を果たした）、スウェーデンにおける博士論文提出を拒否され、その後ワルシャワ、パリで完成された。『狂気の歴史』はソルボンヌ大学に博士論文として提出され（審査員はジョルジュ・カンギレム、ダニエル・ラガーシュ）、同時に『狂気と非理性、古典主義時代における狂気の歴史』というタイトルで1961年にプロン社から出版された。出版された本書に対して、フェルナン・ブローデル、モーリス・ブランショは熱烈な賛辞を送っている。その後、1972年、初版の序文を削除した現在の版『古典主義時代における狂気の歴史』が、ガリマール社「歴史学叢書」から再刊された。

## 理論
「狂気の歴史」というタイトルは、決して自明のものではない。なぜなら、フーコーの目的は、精神疾患を医学的カテゴリーにおいて説明することではなく、西欧において変容してきた狂気の内実を歴史的な次元においてとらえることにあったからである。それは、彼以前の人間科学が歴史的実践をなおざりにしてきたことへの批判でもあった。フーコーは、その「歴史」を癩病患者が社会的にも物理的にも排除されていた中世まで遡る。そして、癩病は次第に姿を消していき、狂気がそれに代わって排除されるべきものとなったと彼は言う。狂った人間を舟に乗せて送り出したという15世紀の「阿呆船」は、文字通りその排除が一つの形をとったものであった。しかし、ルネサンス期には、狂気がきわめて豊饒なる現象として扱われるようになる。なぜなら、狂人とは、「人は神の理性(Reason of God)には近づきえない」という思想の体現だったからである。セルバンテスの『ドン・キホーテ』にみられるように、あらゆる人間は欲望と異物に弱いものだ。したがって、正常でない人間を神の理性に接近しすぎた存在と見なす考えは、中世社会で広く受け入れられていた。ボッシュやブリューゲルの絵画に表象されているものこそ「狂気」である。それは、死の不安であり、宇宙の混沌である。しかし、ルネサンス以降、この狂気は、それまでのイメージ(画像)から、エラスムスの「痴愚神礼賛」がその典型であるように言語のレベルに移される。そしてこのとき、狂気は、夢想的・宇宙的な強迫観念を離れ、理性との関係においてとらえられるようになった。あるいは、より人間的なものに限定されたとも言える。
17世紀になってはじめて、フーコーが「大監禁時代」と表現したことで知られる潮流が起る。「理解不能な」人間たちが、システマティックに監禁され、収容されていった。18世紀には、狂気は、理性そのものを観察するかのように扱われるようになった。つまり、狂人は彼らを人間足らしめていたはずの何かを失い、動物じみた存在になってしまったと考えられ、そしてまた実際彼らは動物のように扱われた。19世紀にはいると、たとえばピネルやフロイトが登場することで、はじめて狂気が精神の不調であり、治療することのできるものと考えられるようになる。大規模な監禁が行われたのは、17世紀ではなく、この19世紀だと主張する歴史家もわずかに存在するほどだ 。また、こういった事実は、フーコーの理論の土台を揺るがせる批判でもある。つまり、啓蒙時代と狂人の抑圧との歴史的つながりが、危うくなってしまうのだ。
しかし、学者としてのフーコーが示したのは、狂人のために特化した医療施設ではなく、社会的なアウトサイダーを監禁するための施設が造られたということである。そこには、狂人だけでなく、浮浪者、失業者、虚弱者、孤児なども含まれていた。そういった人間たちみなを監禁するための施設が、西欧社会における狂人と狂気の概念にどのような影響を与えたのか。フーコーは、そのことを問題にしていたのである。そこでは、「貧困」にあったはずの聖なる意味（貧者としてのキリスト）が失われ、「狂気」もまた想像力と切り離されて、公共性の問題に結びつけられたのだ。
フーコーの考察の射程は、それに留まらない。彼が示してみせたのは、社会から締め出された人間をこのように「監禁」することが、ヨーロッパではごく一般的だったということである。フランスでも、ドイツやイギリスなど他の国々でも、それぞれ独自にこの監禁は行われ、その仕組みは発達していった。このことは、フーコーが西欧における狂気の歴史を一般化するためにフランスでの事象を取り上げたという批判が当たらないことを示している。ロイ・ポーターのような史家のなかにも、そのような反論を退け、フーコーの著作のもつ革新的な本質を認めようとしなかった過去の批判を撤回する者もではじめている。
ルネサンス期における狂気は、社会的秩序の限界を示し、より深いところにある真実を照らし出す力を持っていた、ともフーコーは主張している。それは啓蒙の光の前に沈黙させられていたものだ。近代における、フィリップ・ピネルやサミュエル・チュークの手になる狂人の科学的、「人間学的」な扱いの登場についてもフーコーは考察している。彼の主張によれば、そういった近代的な扱い方は、それまでの手法と何らかわるところがない。チュークの国では、狂人とされた人間は、その狂気を手放さないあいだは、罰を与えられるところまで後退していた。同じように、ピネルの狂人の処置もまた嫌悪療法の延長であった。凍えるような水を浴びせたり、拘束衣を用いたりして刺激を与えるのである。フーコーから見れば、このような扱いは、罪と罰の定型が患者のうちで内面化されるまで繰り返される蛮行に等しかった。

### 意義
「狂気の歴史」は、精神医学への批判として広く読まれ、反精神医学の文脈のなかでしばしば引用された。フーコー自身は、特に回顧録のなかで「狂気のロマン主義」を批判している。「狂気のロマン主義」とは、狂気を近代医学が抑圧した「天才」がかたちをまとったものとしがちな見方のことである。また、フーコーの読者がときに結論づけるような精神疾患の実体について論じたフーコーというのも正しくない。そうではなく、フーコーが探ったのはいかにして「狂気」が知の対象として制度化されていくのか、また一方である種の権力が介入する先となるのかということであった。精神病院という矯正施設にこそ、この暗黙裡に築かれた知と権力の共犯関係がみてとれるのである。さらにまたフーコーは「狂気の歴史」とは「心理学の出現を可能にしたものの歴史」だと述べている。それは狂気が「人間の顔」を持ち、人間そのものを真理ととらえ科学的対象とするにいたった歴史なのだ。

## 受容

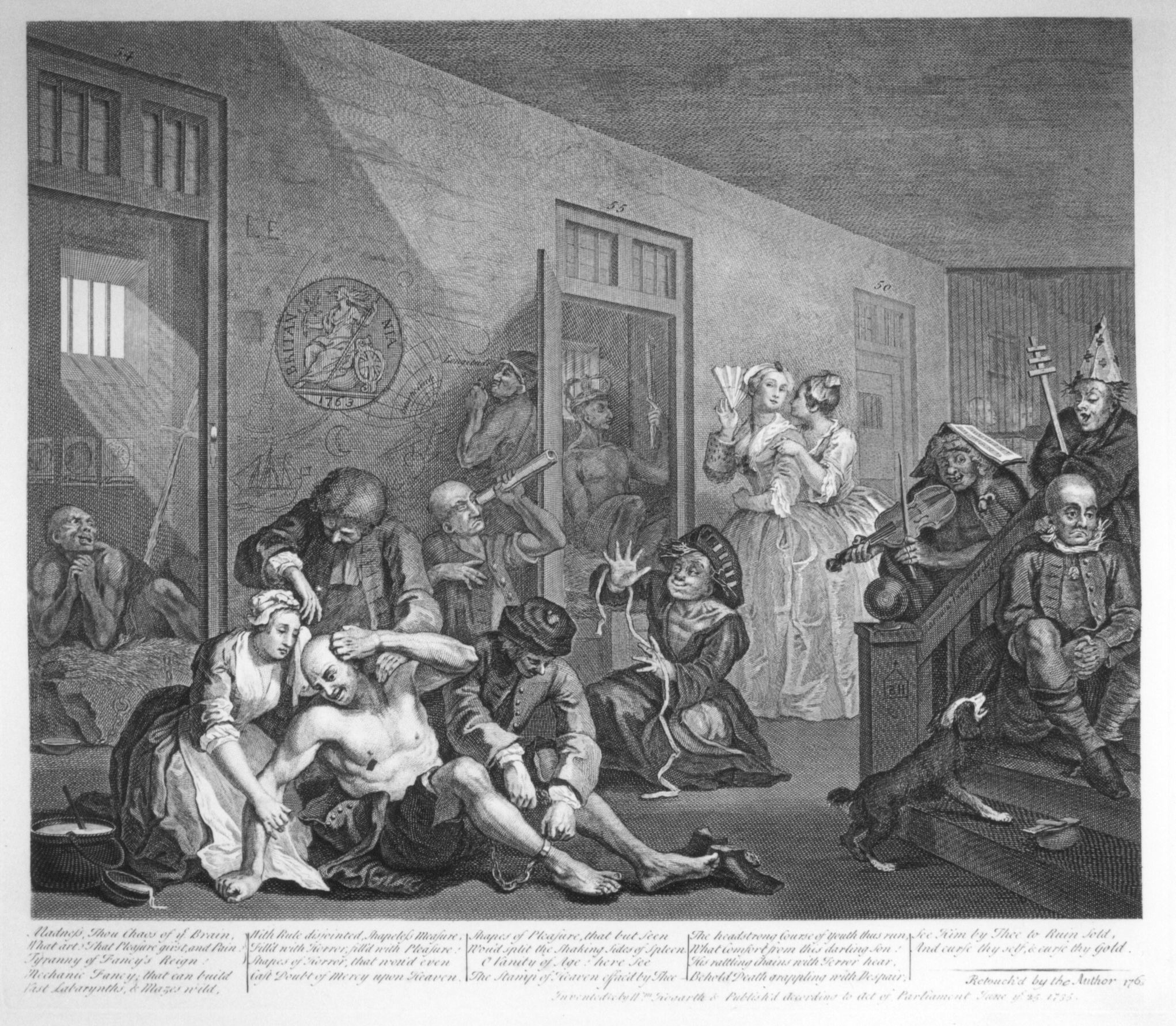
A Rake's Progress no.viii: the inmates at Beedlam Asylum, by William Hogarth.

批判的な分厚い本のFoucault　(1985)　の中で、哲学者のジョゼ・ギレーム・メルキュー（英語: José Guilherme Merquior）は、知の営みについての歴史としての『狂気の歴史』の価値は―社会的な力がどのように非正常の意味を決定するのか、そして人の心理的異常についての社会の反応というフーコーの定立を侵す事実の誤りと解釈の誤りによって減少されたことを言った。彼のデータの恣意的な選択は、フーコーの言う社会が狂人を賢人として認めた社会―制度的な慣習が罪よりも狂気の方が悪いと考えるキリスト教ヨーロッパ人の文化によって許された社会―であった歴史的な時代の中で、矛盾するもの、刑務所に入らないことを妨げる歴史的証拠、及び非正常の人々に対する肉体的残忍性を無視した。それでもなお、メルキュールは、ノーマン・Ｏ・ブラウン（英語: Norman O. Brown）のLife Against Death(1959)のような、フーコーの『狂気の歴史』はディオニソス的な原我の解放のひとつの召還であり；そして哲学者ジル・ドゥルーズと精神分析医のフェリックス・ガタリのアンチ・オイディプス(1972)についての着想を与えたことを言った。
1994年のエッセーのPhänomenologie des Krankengeistes('Phenomenology of the Sick Spirit')の中で、哲学者ガリー・ガッティングはこう述べた。
フーコーのHistoire de la folie[1961]にたいする職業的な歴史家の反応は、一読したところ、分極しているとは言えなくとも、相反する感情をもつように見受けられる、古典古代の私たちの理解のための中心的な重要性となるであろうひとつの「美しい本」とそれを特徴付ける、Annales d' Histoire Economique et Socialeでのロバート・マンドロー（英語: Robert Mandrou）の初期の査読に始まる、それの将来性のある役割の承認が多くある。20年後、ミハエル・マクドナルド（英: Michael MacDonald）はマンドローの予言を確証した：「初期の近代ヨーロッパにおける非正常の歴史について書こうとする者はミッシェル・フーコーの有名な本、『狂気の歴史』の広がった覚醒の中で旅をしなくてはならない。
もっと遅くの裏づけは、「経験主義的な内容とそれらの強力な理論的視野の両方をもって、ミッシェル・フーコーのその仕事は史学史において特別で中心的な位置を占める、」と言うジャン・ゴールドスタイン（英語: Jan Goldstein）そして「時間は『狂気の歴史』をこれまでに書かれた狂気の歴史において最も洞察力のある仕事として証明した」というロイ・ポーター（英語: Roy Porter）を含む。しかしながら、フーコーは「文化の新しい歴史」の先駆者になったにもかかわらず、多くの批判がある。
ケネス・ルイス(Kenneth Lewes)はPsychoanalysis and Male Homosexuality(1995)の中で、『狂気の歴史』は「1960年代の価値観の全般の大転換」の一部として起きたものである「精神医療と精神分析の制度の批判」の一例であることを言った。『狂気の歴史』でフーコーが提示した歴史のことも同様である、しかしトーマス・スザッツ（英語: Thomas Szasz）のThe Myth of Mental Illnessよりも意味深い。